# Eisfora
A eisfora (em grego antigo εἰσφορά, literalmente “pagamento, contribuição") era na Antiga Grécia um imposto excepcional sobre o capital arrecadado por uma polis (cidade) para fazer face às despesas inerentes a uma guerra.
Há referências relativas maiormente a eisfora em Atenas, no século IV a.C., ainda que também esteja testemunhada em outros lugares. Por exemplo, Caridemo recorreu a ela em Etólia para financiar a guerra contra Artabazo; Beócia fez o mesmo durante a Guerra de Corinto. Até mesmo Esparta pôs em prática o pagamento de um imposto direto.

## Em Atenas
A eisfora afetava os cidadãos (incluídos os menores) e, pelo menos a partir de final do século V a.C., aos metecos. Aplicava ao conjunto de bens de um indivíduo, mobiliário (escravos, objetos de valor, dinheiro, etc.) ou imóveis (oficinas, terras, casas, etc.), com a exceção dos arrendamentos (concessões mineiras, granjas). Em ausência de cadastro e levando em conta a fragmentação das propriedades, apenas o proprietário era realmente capaz de dizer quais eram as suas posses. Em consequência, os contribuintes deviam declarar o valor dos seus bens (τίμημα/tímêma), o que permitia tentativas de fraude.

### Criação
A data de criação não se sabe com certeza. Tucídides refere que no Outono de 428 a.C., frente da perspectiva de fazer face ao sítio de Mitilene, “os atenienses pagaram eles mesmos —então pela primeira vez— um imposto extraordinário (eisfora) de duzentos talentos". O segundo decreto de Cálias evoca já a eisfora como uma instituição. Uma parte dos historiadores datam este decreto em 434—433 a.C.; para eles, a eisfora de 428 foi a primeira da Guerra do Peloponeso. Outros acreditam que refere a que foi a primeira eisfora que permitiu arrecadar uma cifra tão considerável. Outros historiadores designam uma data mais tardia ao decreto e consideram que a eisfora de 428 a.C. foi realmente a primeira instituída. Opinam Meiggs e Levis que este tipo de imposto aparece mencionado anteriormente, e que não deve ser entendido em senso absoluto, apenas foi a primeira vez que se aplicou na Guerra do Peloponeso. Em 424 a.C., Aristófanes lembra-a como algo habitual. No século IV a.C., Demóstenes soube de pelo menos duas durante os anos da sua tutela de Áfobo;; os oradores áticos falam da eisfora com frequência.

### Derrama
Parece que a derrama era determinada pela posse de um capital fixo. Sabe-se que a classe mais pobre da classificação de Sólon, os thetes, não eram imponíveis. No século V a.C., a classe dos zeugitas dispunham de uma renda de 200 dracmas por ano, ou seja, um capital de 2500 dracmas, sobre a base de 8%  de rendimento. No século IV a.C., a renda necessária para ser zeugita estava estabelecida em 150 dracmas, é dizer um capital de 1875 dracmas. É provável que o limiar da eisfora fora idêntico.
Em 322 a.C., Antípatro da Macedônia aboliu a democracia e fixou em 2000 dracmas o capital necessário para desfrutar de todos os seus direitos políticos; ficavam 9000 cidadãos atenienses. Sobre esta base, alguns autores estimaram que 6000 pessoas possuíam 2500 dracmas de capital e eram portanto imponíveis. Outros inclinam-se por um número de contribuições mais elevado, de 14 000 a 22 000 (em 428 a.C.) ou 20 000 (no século IV a.C.) Em conjunto, a eisfora concernia pois a “uma grande minoria de atenienses", metecos incluídos.

### A reforma de 378-377 a.C.
A eisfora perdeu a sua justificação com o final da Guerra de Decélia (última fase da Guerra do Peloponeso). Em 403 a.C., Atenas detraiu de uma taxa impositiva, chamada assim mesmo eisfora, uma quantidade de dinheiro para reembolsar o dinheiro prestado aos Trinta Tiranos pelos lacedemônios, mas não se tratava de uma arrecadação normal.
As retenções recomeçaram em 395 a.C. na Guerra de Corinto, durante a qual foram efetuadas de cinco a seis arrecadações. Cessaram depois da Paz de Antálcidas (386 a.C.), mas prosseguiram em 378 a.C. por ocasião de um novo conflito, pois que esta vez, Atenas jurara não subir o tributo aos seus aliados. A eisfora foi então objeto de uma reforma. Políbio indica que se procedeu a uma avaliação (timêma) de todos os bens da Ática, resultando um montante total declarado de 5750 talentos, que passaria a 6000 talentos em 354 a.C.
Esta quantidade pareceu-lhes baixa a alguns historiadores, sobretudo comparado com o tesouro ateniense em 431 a.C. Para estes, o timêma não representava mais que uma parte da riqueza total da Ática (oúsia), avaliada em 20 000 talentos pelo menos. Baseando-se em umas passagens difíceis de Julio Pólux e de Demóstenes, consideram que a eisfora era um imposto progressivo, que se sustentava nas classes solonianas: para os pentacosiomedinos (a classe mais rica), a base de cálculo seria a quinta parte do capital real. Esta proporção seria uma sexta parte para os hipeis (cavaleiros) e uma décima parte para os zeugitas. Esta teoria é recusada por outros historiadores, que valorizam as fontes dum modo diferente. Para eles, as classes censitárias de Sólon não tinham já senso no século IV a.C., e não podem servir para fins fiscais: funda-se sobre os rendas, enquanto a eisfora era um imposto sobre o  capital. Adicionalmente, de acordo com estas classes, um trabalhador qualificado do século IV a.C., pago com uma dracma diária, seria considerado um hipeis, o que não parece verossímil.
A principal inovação descansa sobre o jeito de repartição da eisfora. Segundo Filócoro, "os atenienses foram divididos pela primeira vez em sinmorias sob o arcontado de Nausinico". Clidemo indica que "foram também divididos em cinquenta grupos que chamaram naucrarias, assim como a centena de grupos entre os que são divididos atualmente se chamam sinmorias". Alguns historiadores deduzem que as sinmorias (ou grupos fiscais) instituídas eram cem. Outros estimam que fossem vinte, como as vinte sinmorias que instituiu a lei de Periandro em 357 a.C. para a trierarquia.